# لورن هرگی
لورن میشل هُرِگی مورگادو (انگلیسی: Lauren Michelle Jauregui Morgado؛ ‏‎/ˈhaʊrɛɡi/‎؛ ‏ زادهٔ ۲۷ ژوئن ۱۹۹۶) خواننده و ترانه‌پرداز آمریکایی می‌باشد. وی به‌عنوان یکی از اعضای گروهٔ دخترانهٔ فیفت هارمونی به شهرت دست یافت.
او در سال ۲۰۱۲ در مسابقات استعداد یابی ایکس فاکتور شرکت کرد و در میانه رقابت به عنوان یکی از اعضای گروه به کار خود ادامه داد. این گروه در پایانه مسابقه مقام سوم را کسب کرد. اعضای فیفت هارمونی در سال ۲۰۱۷ بعد از پنج سال همکاری، به کار خود به عنوان گروه خاتمه دادند و هر کدام فعالیت انفرادی خود را آغاز کردند.

## زندگی شخصی
هُرِگی با اضطراب و افسردگی دست و پنجه نرم می‌کند. وی از سال از ۲۰۱۷ تا ۲۰۱۹ با تای دولا ساین رابطهٔ دوستی داشت. وی با رقاص فکر می‌کنی می‌تونی برقصی ساشا ملری نیز رابطه داشته‌است.